# Jean-Jacques Domoraud
Pour les articles homonymes, voir JJD.
Jean-Jacques Domoraud est un footballeur international ivoirien, né le 1er mars 1981 à Man.
Il est le plus jeune frère de Cyril Domoraud et Gilles Domoraud. 
J-J Domoraud ou JJD est aujourd'hui à l'instar de Gadji Celi, artiste-chanteur. Il est le créateur, dans son premier album paru en 2005, du coupé-décalé sicilien, une sorte d'hommage à la Sicile où il a passé des vacances, ses gens, ses paysages et à sa culture.

## Carrière sportive
- 1985-1988 : SS Noiseau  France
- 2000-2001 : Besançon RC  France
- 2001-2003 : FC Sochaux  France
- 2003-2004 : Le Mans UC  France
- 2005-2006 : US Créteil-Lusitanos  France
- jan.2007-juin 2007 : La Gantoise  Belgique[2]